# Nilus phipsoni
Nilus phipsoni là một loài nhện trong họ Pisauridae. Chúng được Frederick Octavius Pickard-Cambridge miêu tả năm 1898.